# Incognito (film 1997)
Incognito è un film del 1997 diretto da John Badham.

## Trama
Il pittore Harry Donovan è un esperto nel copiare dipinti di artisti famosi, ma sta cercando di diventare un artista a pieno titolo. Fino ad ora, ha evitato di essere scoperto copiando maestri di terzo e quarto livello. Frustrato dalla cancellazione di una mostra dei suoi dipinti, Harry accetta un lavoro per copiare un Rembrandt perduto da tempo per $ 550.000 da tre clienti mercanti d'arte, contro la volontà del padre che vuole che suo figlio rinunci alla contraffazione e si concentri sul proprio lavoro.
Nonostante la contrarietà di suo padre, Harry accetta il lavoro e si reca ad Amsterdam. Decide di falsificare un ritratto mai scoperto del padre cieco del maestro perso presumibilmente al largo delle coste della Spagna. Harry continua le sue ricerche a Parigi, dove incontra una studiosa di Rembrandt, la professoressa Marieke van den Broeck, che gli dice di essere una studentessa. Con il suo aiuto inconsapevole, ottiene l'accesso a un vero Rembrandt restaurato al Louvre da cui ottiene raschiature della vernice originale.
Harry torna ad Amsterdam, dove dipinge il suo "Rembrandt" in uno studio in soffitta usando materiali d'epoca e una fotografia di suo padre come modello. Si reca poi in Spagna dove mostra ai suoi tre clienti il suo capolavoro. 
Successivamente Harry viene arrestato e durante il processo Harry cerca di dimostrare la sua innocenza duplicando il dipinto in tribunale per dimostrare che il dipinto è falso. 

## Produzione
Le riprese si sono svolte a Parigi, Mentmore nel Buckinghamshire, Londra e Amsterdam.

## Distribuzione
Il lungometraggio è stato rilasciato in diverse nazioni a partire dal 1997.
Nel 2001 è stato distribuito in formato DVD e nel 2020 in Blu-ray.